# Metaphidippus cuprinus
Metaphidippus cuprinus là một loài nhện trong họ Salticidae.
Loài này thuộc chi Metaphidippus. Metaphidippus cuprinus được Władysław Taczanowski miêu tả năm 1878.